# Benedikt VIII.
Benedikt VIII. († 9. duben 1024) se původně jmenoval Theophylactus a byl z rodu hrabat tusculských. Papežem byl zvolen roku 1012. V roce 1020 v Bamberku vysvětil chrám sv. Štěpána.

## Odkazy

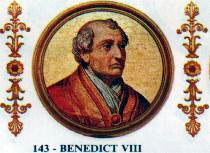
Portrét papeže Benedikta VIII. v bazilice sv. Pavla za hradbami